# 安楽寺 (蒲郡市)

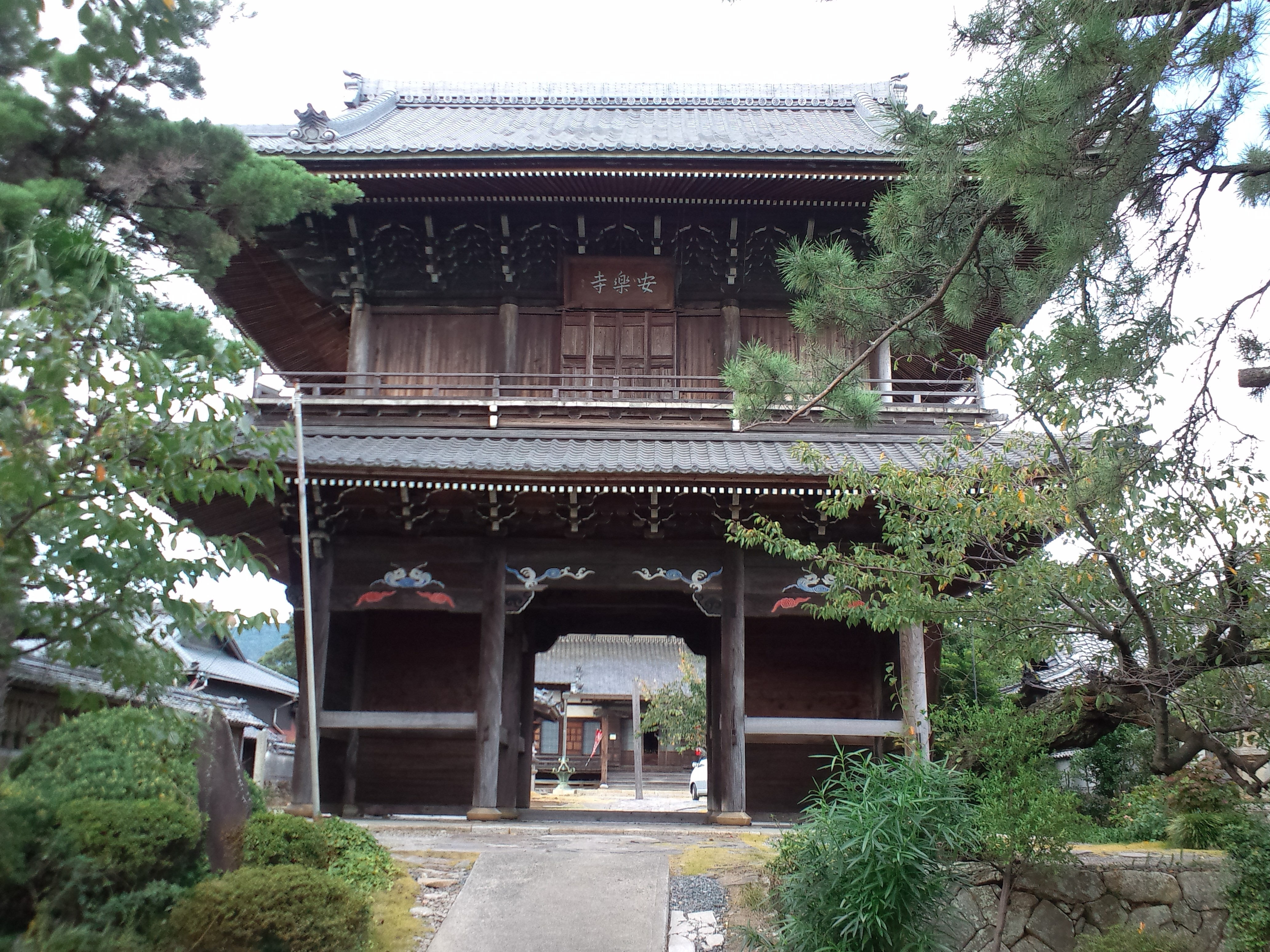
山門

安楽寺（あんらくじ）は、愛知県蒲郡市清田町（せいだちょう）にある浄土宗西山深草派の寺院。山号は楠林山。院号は和合院。本尊は阿弥陀如来。三河十二本寺のひとつで、また長存寺、長泉寺、天桂院とともに西郡の四大寺のひとつでもある。

## 歴史
応永15年（1408年）昭邦上人が堂宇を建立し、本宿の法蔵寺から龍芸上人を招いて創建された。この近辺には以前、平安時代に寂照が創設した天台宗の勧学院があったが、同院の衰退を受け、その塔頭・和合院の本尊の阿弥陀如来を譲り受け、本尊としている。
16世紀に西ノ郡領主となった、徳川家康の生母於大の方の後添えの夫である久松俊勝の菩提寺であり、平成27年（2015年）の火災で失われるまでは、於大の方の位牌も安置されていた。天正15年（1587年）に久松俊勝が死去したのち、住職から伝通院号を受けた於大の方が、2年間当寺に居住した。寛永7年（1630年）、久松俊勝の次男で徳川家康の弟にもあたる松平康元が、本堂を改築した。
平成27年（2015年）10月25日、寺関係者による焚き火の飛び火が原因で本堂、住居、位牌堂、寝釈迦堂及び鐘楼などが全焼したほか、蒲郡市文化財「伊奈忠次寄進状」などの古文書4点が行方不明となったが、大黒天立像は関係者により救出された。

## 文化財
以下は全て蒲郡市指定文化財である。
建造物
- 安楽寺山門（江戸時代・1基）[7]
- 久松俊勝宝筺印塔（安土桃山時代・1基）[8]

彫刻
- 木造阿弥陀如来立像（鎌倉時代・1躯、蒲郡市博物館収蔵）[9][2]
- 大黒天立像（江戸時代・1躯）[10]

工芸
- 雲版（室町時代・1面）[11]

文書
- 久松長家寄進状（安土桃山時代・2幅）[12][13]
- 伊奈忠次寄進状（安土桃山時代・1幅、2015年から行方不明）[14][6]
- 寺領検地状（江戸時代・1幅）[15]

## その他
安楽寺から歩いて10分ほどのところに樹齢約1000年と推定される「清田の大楠」がある。

## 所在地
- 愛知県蒲郡市清田町門前4

## 交通手段
- JR東海・名鉄蒲郡駅から徒歩約40分。